# Elachista puplesisi
Elachista puplesisi is een vlinder uit de familie grasmineermotten (Elachistidae). De wetenschappelijke naam is voor het eerst geldig gepubliceerd in 2000 door Virginijus Sruoga.

## Type
- holotype: "male. 30.III.1989. leg. V.A. Krivokhatskii. genitalia slide no VS 167"
- instituut: ZIRAS, St. Petersburg, Rusland.
- typelocatie: "Turkmenistan, SE Karakumy (desert), Repetek Biosphere Reserve"

## Voorkomen
De soort komt voor in Turkmenistan.